# Hebburn
Hebburn – miasto w północno-wschodniej Anglii, w hrabstwie ceremonialnym Tyne and Wear, w dystrykcie metropolitalnym South Tyneside, część aglomeracji Tyneside. Położone jest na południowym brzegu rzeki Tyne, około 7 km na wschód od centrum Newcastle i 396 km na północ od Londynu. W 2001 miasto liczyło 18 808 mieszkańców.